# 1,3,5-三氯苯
1,3,5-三氯苯 是一种有机氯化合物，化学式C6H3Cl3 。它是三氯苯的三种异构体之一。 由于它比其它三氯苯对称，它是一种无色晶体，而它三氯苯是液体。
它不由苯的氯化而成。 它是由3,5-二氯苯胺 的桑德迈尔反应制备而成的。